# Operação Enterprise
Operação Enterprise foi uma operação da Polícia Federal do Brasil (PF) contra o narcotráfico deflagrada em novembro de 2020. Foi a maior operação no combate a lavagem de dinheiro do tráfico de drogas do ano.  A operação foi realizada em conjunto com a Receita Federal. O inquérito policial foi instaurado a partir da apreensão pela Alfândega da Receita Federal no Porto de Paranaguá de 776 kg de cocaína em setembro de 2017, onde foi identificado que a droga estava escondida no fundo falso de um contêiner com destino para a Bélgica.
Foram expedidos mandados de prisão internacionais na Interpol para oito investigados, e sequestro de bens em outros países. A PF informou que foram apreendidos diversos veículos, 37 aeronaves, armas de fogo e 200 kg de cocaína.
Em janeiro de 2021, foi preso na Colômbia pela PF e pela Interpol, Alejandro Correa Aristizábal, e em junho de 2021, o Tribunal Regional Federal da 4.ª Região (TRF4) negou habeas corpus (HC) e manteve a prisão preventiva do colombiano, investigado por crimes de tráfico internacional de drogas no âmbito da operação.
A operação foi base para duas operações posteriores no combate ao tráfico de drogas internacional, batizadas de Handmade e Descobridor. Em março de 2022, um desdobramento da operação Entrerpise prendeu oito pessoas que atuam no tráfico internacional de drogas entre o Brasil e o Paraguai, com destino final à Europa. Segundo a PF, os investigados possuem vínculo com um grupo da máfia italiana constituído na região da Calábria do país europeu.